# Aarhus
Aarhus oder Århus [ˈɒːhuːˀs] ⓘ (niederdeutsch veraltet Arenhusen) in der Region Midtjylland ist mit 301.049 Einwohnern (Stand 1. Januar 2025) die zweitgrößte Stadt Dänemarks sowie die größte auf dem dänischen Festland. Sie liegt im Osten Jütlands an der Aarhusbucht. Die Kommune Aarhus hat insgesamt 373.388 Einwohner (Stand 1. Januar 2025); die Metropolregion Aarhus (Byregion Østjylland) fast 1,4 Millionen.
Der Ort geht auf eine Wikingersiedlung an der Mündung des Aarhus Å zurück. Aarhus wurde erstmals 948 als Bischofssitz erwähnt und entwickelte sich nach dem Mittelalter zu einer florierenden Seehandelsstadt. Von dem wirtschaftlichen Einbruch durch den Dreißigjährigen Krieg erholte sich Aarhus erst im Laufe des 19. Jahrhunderts mit der einsetzenden Industrialisierung und dem Ausbau des Hafens. Als Mittelpunkt eines neuen Chaussee- und Eisenbahnnetzes entwickelte sich die Stadt zum wirtschaftlichen Zentrum Jütlands und verfügt heute über eine vielseitige Industrie. Der Seehafen Aarhus Havn ist das größte Containerterminal Dänemarks.
Die Universität Aarhus wurde 1928 gegründet und wurde 1970 eine staatliche Hochschule. 2017 war Aarhus zusammen mit Paphos Kulturhauptstadt Europas.

## Geografie
Aarhus liegt an der Aarhusbucht, die zum Kattegat zwischen Jütland und der schwedischen Westküste gehört. Die Stadt liegt etwa 40 km östlich von Silkeborg, 50 nördlich von Horsens und etwa 100 km südlich von Aalborg.

## Geschichte

### Stadtgeschichte
Der Ort wurde von den Wikingern gegründet, die sich im Mündungsgebiet des Flusses Aarhus Å niederließen, und war seit diesem Zeitpunkt ununterbrochen besiedelt. Die älteste Schreibweise, Arus stammt aus dem Jahr 1231, gebildet aus å (dt. Fluss) und altdänisch ōs (dt. Mündung), später zu –hus (dt. Haus) umgebildet. Die etwa vier Hektar große Siedlung wuchs bald flussaufwärts Richtung Immervad und flussabwärts zur heutigen Straße Mejlgade; sie war von einem Festungswall mit Graben umgeben.
Jüngste Ausgrabungen in Aarhus ergaben, dass die Stadt um 770 gegründet wurde. Demnach ist Aarhus mindestens 100 Jahre älter als zuvor angenommen und eine der ältesten Städte in Nordeuropa. Sie war nach Haithabu und Dankirke nahe Ribe die dritte Stadt, die in den Annalen erwähnt wurde, bereits 948 soll sie Bischofssitz gewesen sein (siehe Bistum Aarhus und Liste der Bischöfe von Århus), obwohl sich Harald Blauzahn erst 960 taufen ließ. 965 und 988 tauchte der Name wiederum in deutschen Dokumenten auf. Die Wikinger hinterließen im Stadtgebiet sechs Runensteine. Seit 1040 wurden in der Stadt Münzen geschlagen.
1050 griff der Norweger-König Harald Hardråda die Stadt an. Aarhus wurde 1060 erneut Bischofssitz. 1070 wurde in der schnell wachsenden Ortschaft der Dom bereits außerhalb des Walls in der neuen Vorstadt errichtet. Zu Beginn des 12. Jahrhunderts entstand nördlich des alten Walls die nächste Vorstadt und die St.-Olufs-Kirche. Als 1191 Peder Vagnsen Bischof wurde, leitete dies eine neue Entwicklung ein, und 1203 wurde mit dem Bau des heutigen Doms begonnen. Der alte Dom wurde abgerissen, an seiner Stelle entstand 1235 die Frue Kirke und ein Kloster der Dominikaner. 1477 wurde der erste Wallabschnitt für neue Bauten geschleift.
Im 16. und 17. Jahrhundert war Aarhus eine regional recht bedeutende Seehandelsstadt, die im Gesamtstaat unter der dänischen Krone jedoch hinter Kopenhagen, Flensburg und dem im 17. Jahrhundert gegründeten Altona zurückblieb. Erst Mitte des 19. Jahrhunderts, als die Stadt sich zum Mittelpunkt des neuen Chaussee- und Eisenbahnnetzes entwickelte, wurde Aarhus zur größten Stadt in Jütland und überflügelte bald die Konkurrenten Randers und Aalborg. Der Verlust der Herzogtümer Schleswig, Holstein und Lauenburg und damit der wirtschaftlichen Zentren im Süden des bisherigen Gesamtstaats stärkte die Position der Stadt innerhalb Dänemarks.
Das schnelle Wachstum setzte sich im 20. Jahrhundert fort, und Aarhus entwickelte sich zur Großstadt. 1928 wurde die Universität Aarhus als zweite Universität in Dänemark gegründet. Die Stadt ist außerdem Sitz der Handelshochschule Aarhus, der Architekturschule Aarhus, der Staatlichen Hochschule für Musik, Aarhus sowie der Schauspiel- und Dramatikerschule am Theater Aarhus.

### Namensschreibweise
Am 27. Oktober 2010 beschloss der Aarhuser Stadtrat gegen die Stimmen der bürgerlichen Parteien und der Enhedslisten, die Rückkehr zur alten Schreibweise des Ortsnamens ab dem 1. Januar 2011 von Århus zu Aarhus. Diese Schreibweise kann problemlos auf jeder Tastatur geschrieben werden, die auf der lateinischen Schrift basiert. Mit der Maßnahme beabsichtigten die Politiker, die Stadt im internationalen Wettbewerb stärker zu positionieren. Obwohl ein Erlass von 1984 den kommunalen Behörden erlaubt, eine alte Aa-Schreibweise wiederherzustellen, wird die offizielle Rechtschreibung von der Dänischen Sprachkommission (Dansk Sprognævn) und der dänischen Ortsnamenkommission (Stednavneudvalget) beschlossen. Diese behielten im Rechtschreibwörterbuch die Schreibweise Århus als Hauptform und fügten lediglich Aarhus in Klammern bei.

### Städtepartnerschaften
Aarhus unterhält folgende Städtepartnerschaften:
- Bergen, Norwegen
- Göteborg, Schweden
- Turku, Finnland
- Qaqortoq, Grönland
- Harbin, Volksrepublik China
- Sankt Petersburg, Russland
- Rostock, Deutschland
- Kiel, Deutschland[7]

### Europäische Bedeutung
1960 wurde die Stadt Århus mit dem Europapreis für ihre hervorragenden Bemühungen um den europäischen Integrationsgedanken ausgezeichnet. Am 25. Juni 1998 wurde hier die Aarhus-Konvention unterzeichnet, die seit 2001 als UNECE-Übereinkommen der erste völkerrechtliche Vertrag ist, der jeder Person Rechte im Umweltschutz zuschreibt.
Ende September 2011 reichte die Stadt beim dänischen Kulturministerium ihre Bewerbung als Kulturhauptstadt Europas für 2017 ein. Am 24. August 2012 setzte sich Aarhus gegen Sønderborg durch und trug nach der offiziellen Ernennung durch den Rat der Europäischen Union im Frühjahr 2013 im Jahr 2017 den Titel Kulturhauptstadt Europas.

## Sehenswürdigkeiten

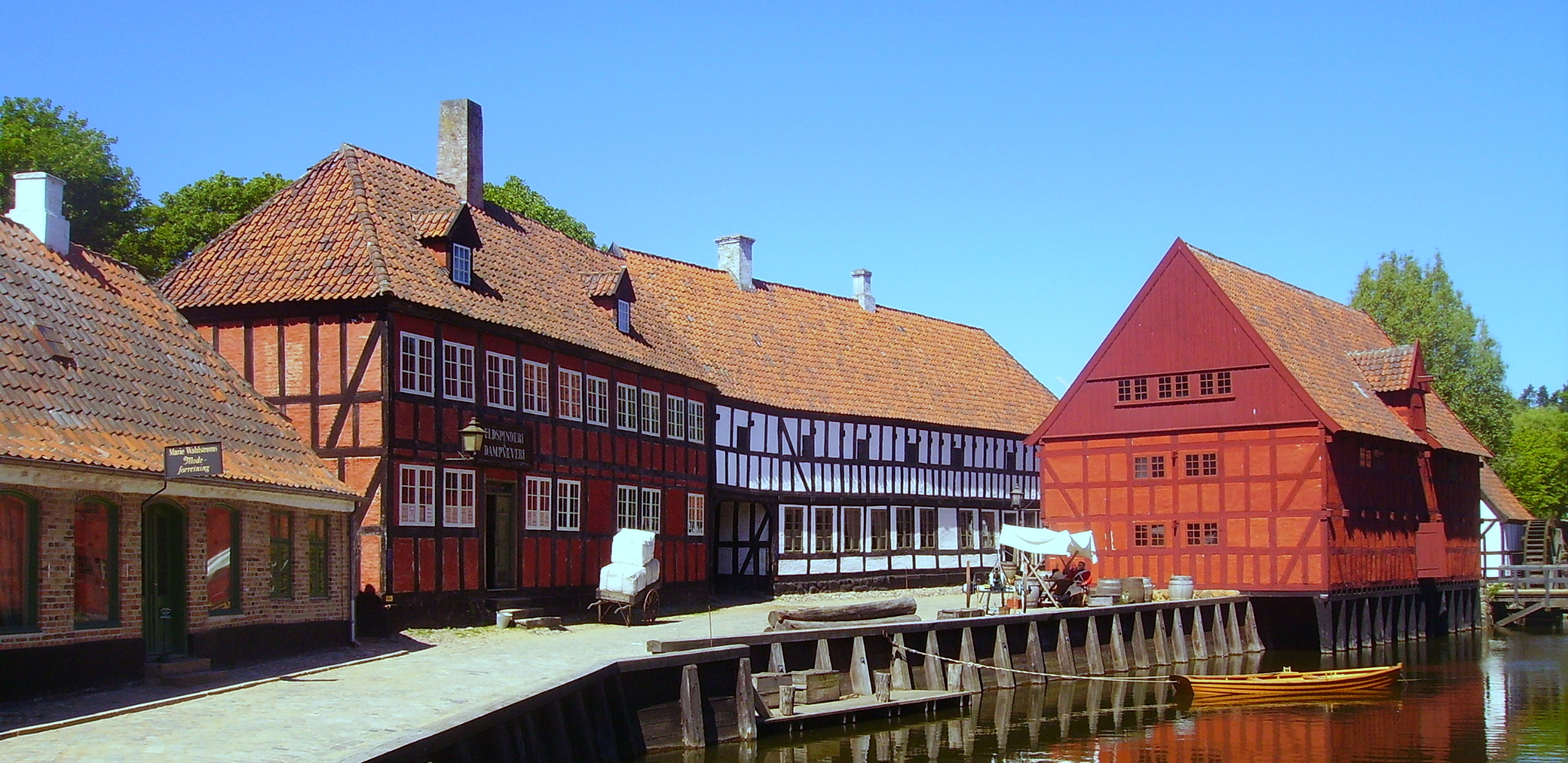
Den Gamle By

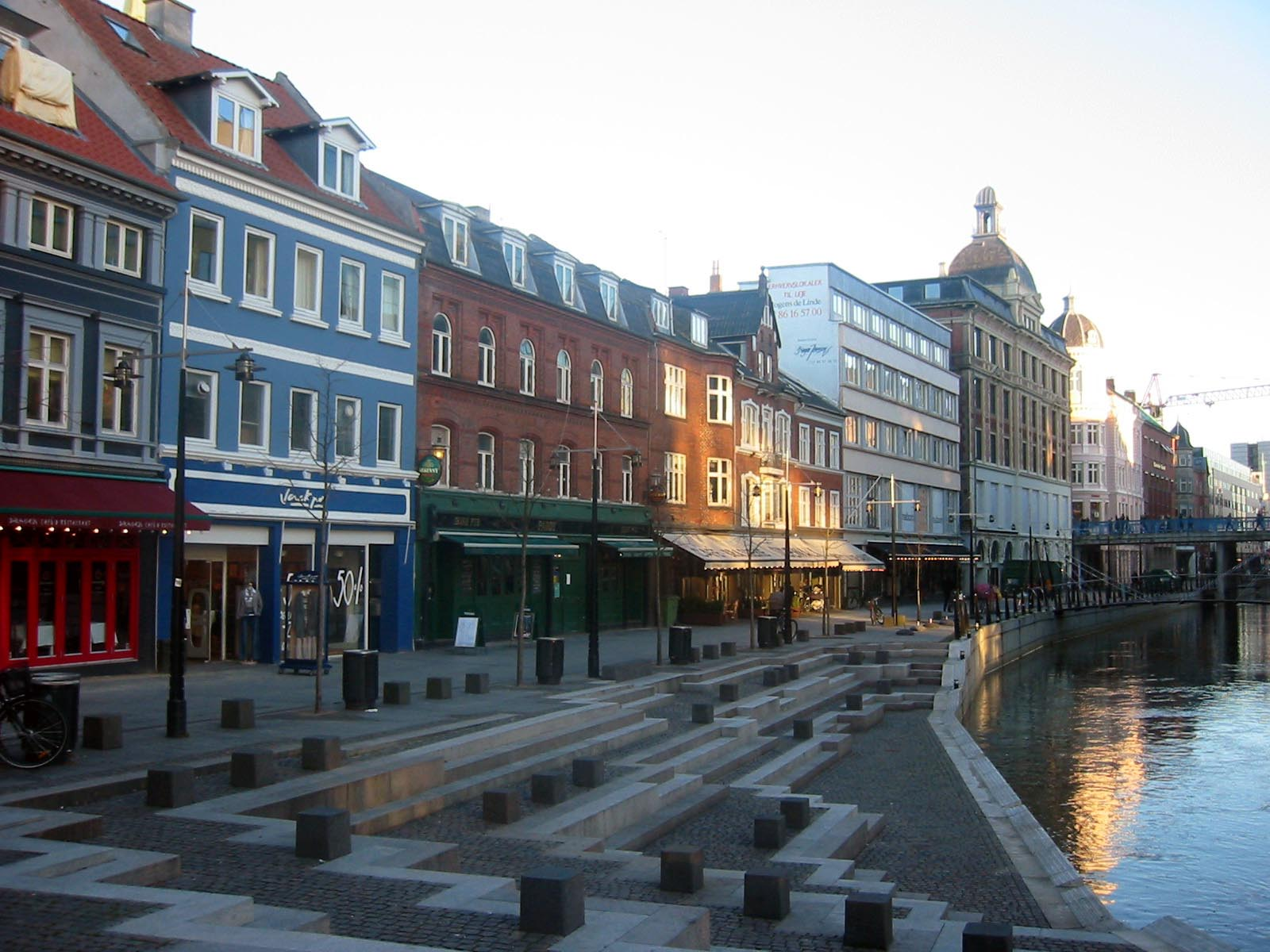
Gastronomie am Åboulevard, der Flusspromenade an der Aarhus Å

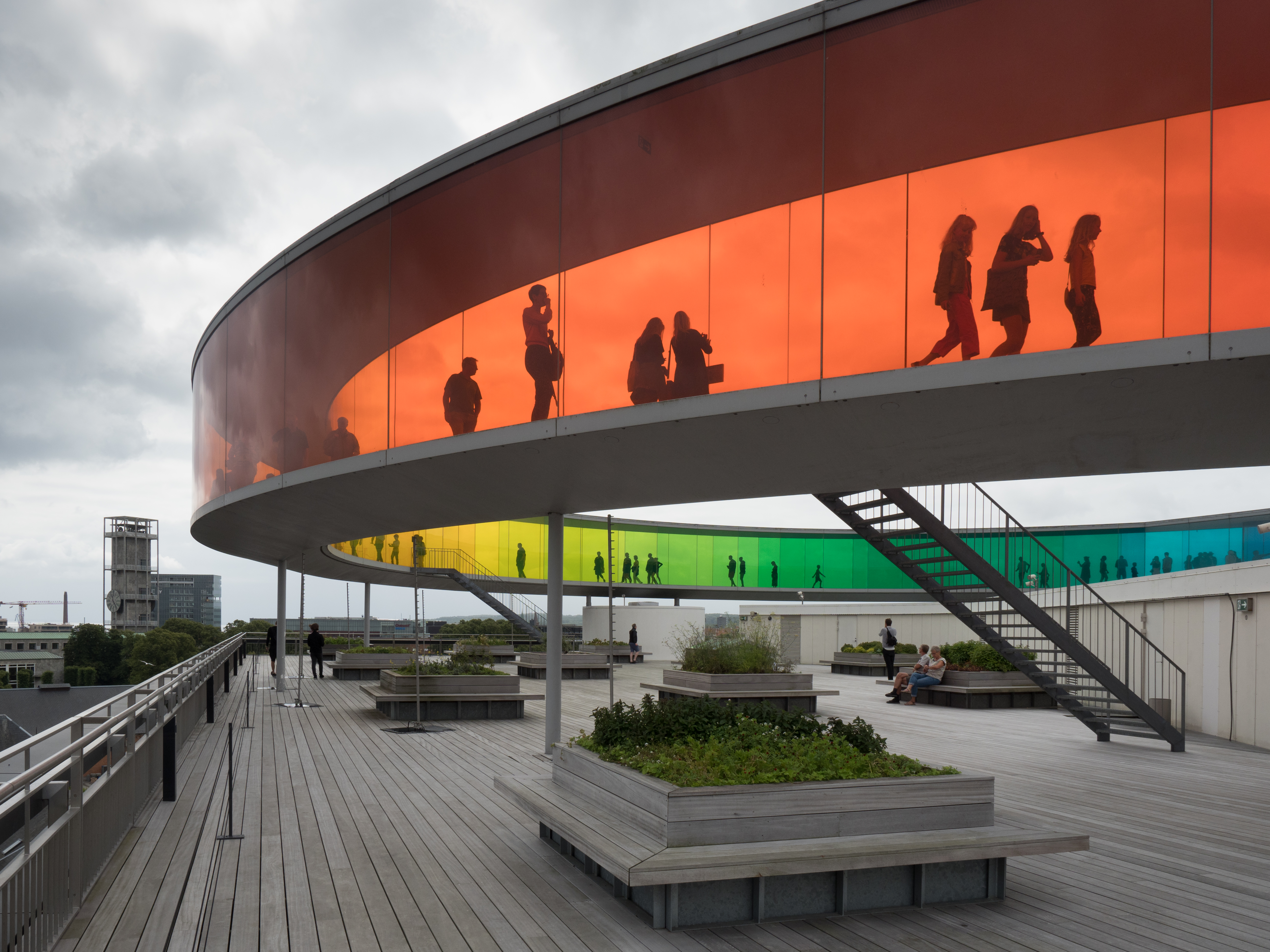
Dach des ARoS Aarhus Kunstmuseum

Das Rathaus (1938–1941) von Architekt Arne Jacobsen mit seinem 60 Meter hohen Glockenturm und die Universitätsgebäude (1933–1946) sind Beispiele moderner dänischer Architektur des frühen 20. Jahrhunderts. Auf der Halbinsel Aarhus Ø im Hafenbereich befindet sich mit dem 142 Meter hohen Lighthouse Dänemarks höchstes Wohngebäude.
Im Freilichtmuseum Den Gamle By („die alte Stadt“) können viele alte Fachwerkhäuser besichtigt werden. Einzelne sehenswerte typische Fachwerkbauten finden sich außer in Den Gamle By noch in der Mejlgade, Vestergade und Skolegade. Sehenswert sind außerdem der Dom zu Århus mit dem Hochaltar von Bernt Notke sowie den Grabmälern und Epitaphien von Thomas Quellinus, dessen Wurzeln bis ins Jahr 1201 reichen, und die Marienkirche mit ihrer Krypta aus dem 11. Jahrhundert. Auf dem Domplatz steht die Reiterstatue von König Christian X.
In unmittelbarer Nachbarschaft zum Musikhuset Aarhus befindet sich das ARoS Aarhus Kunstmuseum, das eine große Anzahl von Werken moderner nationaler und internationaler Künstler beherbergt. Der weithin sichtbare, von Ólafur Elíasson gestaltete Rainbow Walk hat ein Gegenstück in der Uendelige Bro, einer kreisrunden Seebrücke am Strand von Marselisborg. Dort, im Südwesten der Stadt liegt außerdem Schloss Marselisborg, das im Sommer als Residenz der Königsfamilie dient. Bei Anwesenheit der dänischen Königin Margrethe II. findet die eindrucksvolle Parade zur Wachablösung jeden Tag um zwölf Uhr statt. Der Park um das Schloss herum kann kostenlos besichtigt werden, wenn die Königsfamilie nicht anwesend ist.
Das Dukketeater Svalegangen ist das einzige professionelle Papiertheater Dänemarks.
Nördlich der Innenstadt liegt der großzügig angelegte Universitätspark, in dem sich die Fakultätsgebäude der Universität Aarhus befinden. Der weitläufige Park mit seinen beiden Seen in der Mitte ist im Sommer ein beliebtes Ausflugsziel für die Einwohner. In Aarhus gibt es einen für die Öffentlichkeit nicht zugänglichen 216,1 Meter hohen Fernmeldeturm, den Søsterhøj, der 1956 als Hybridturm (Stahlbetonturm mit aufgesetztem abgespanntem Sendemast) errichtet wurde. Danmarks Radio sendet von dort aus mehrere UKW-Programme und das zweite Fernsehprogramm.
Südlich der Stadt (in Højbjerg) befindet sich das Museum Moesgård. Der Dolmen von Årslev (dän. Årslev-dyssen) ist einer der wenigen Dolmen in der Region, der nicht im Zusammenhang mit der Landwirtschaft und dem Ausweiten der Stadt Aarhus in Dänemark zerstört wurde.

## Politik

### Kommunalwahl
- Ø: 3
- F: 4
- A: 10
- Å: 0
- B: 3
- I: 0
- V: 4
- C: 5
- O: 1
- Æ: 1

- Ø: 10
- F: 16
- A: 63
- Å: 1
- B: 10
- I: 2
- V: 32
- C: 12
- O: 8
- Æ: 0
- D: 1

A fehlen 15 Sitze für eine absolute Mehrheit.
- A: 63
- V: 32
- F: 16
- C: 12
- B: 10
- Ø: 10
- O: 8
- I: 2
- Å: 1
- D: 1
- Æ: 0

## Kultur

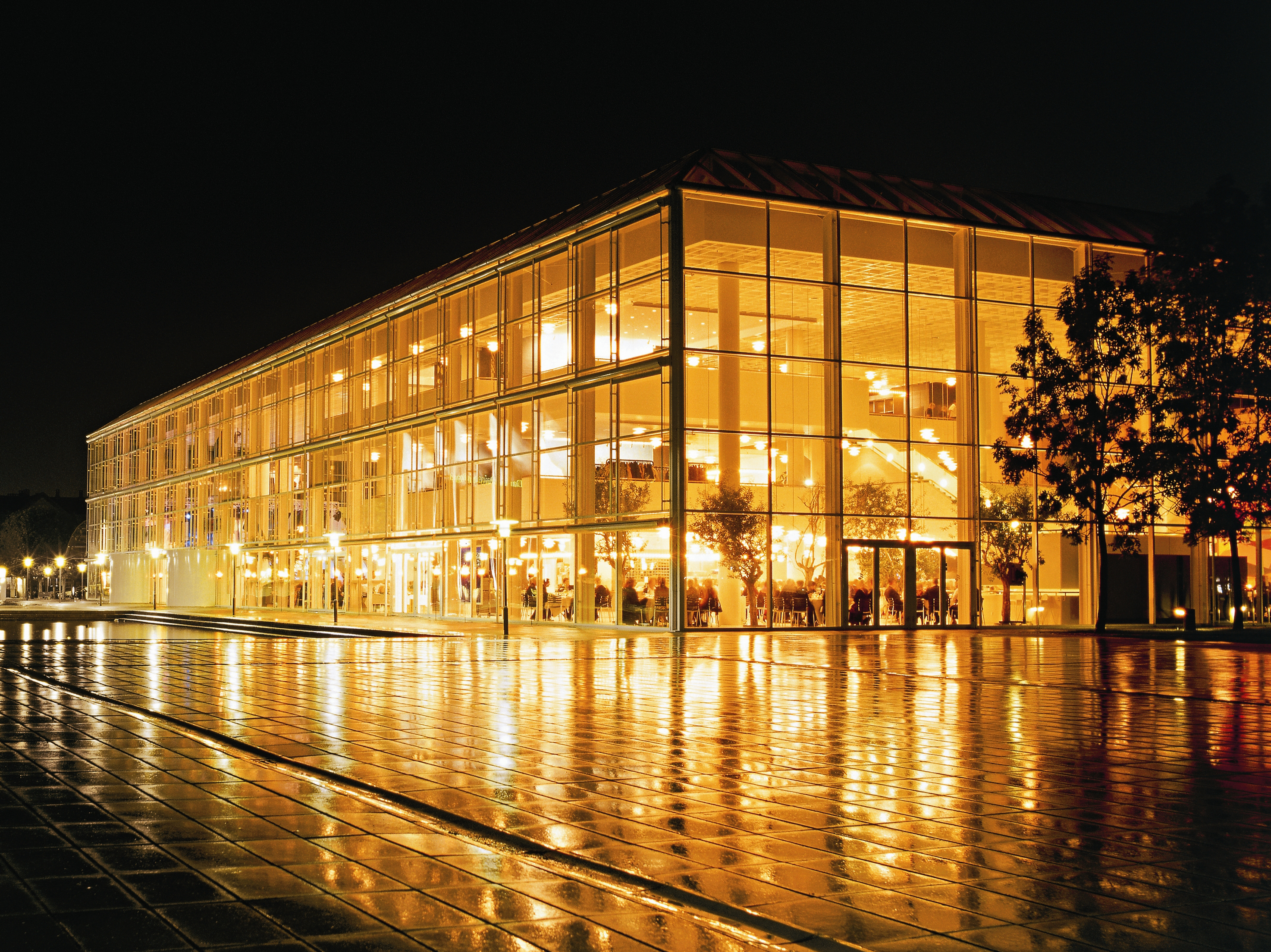
Musikhuset Aarhus bei Nacht

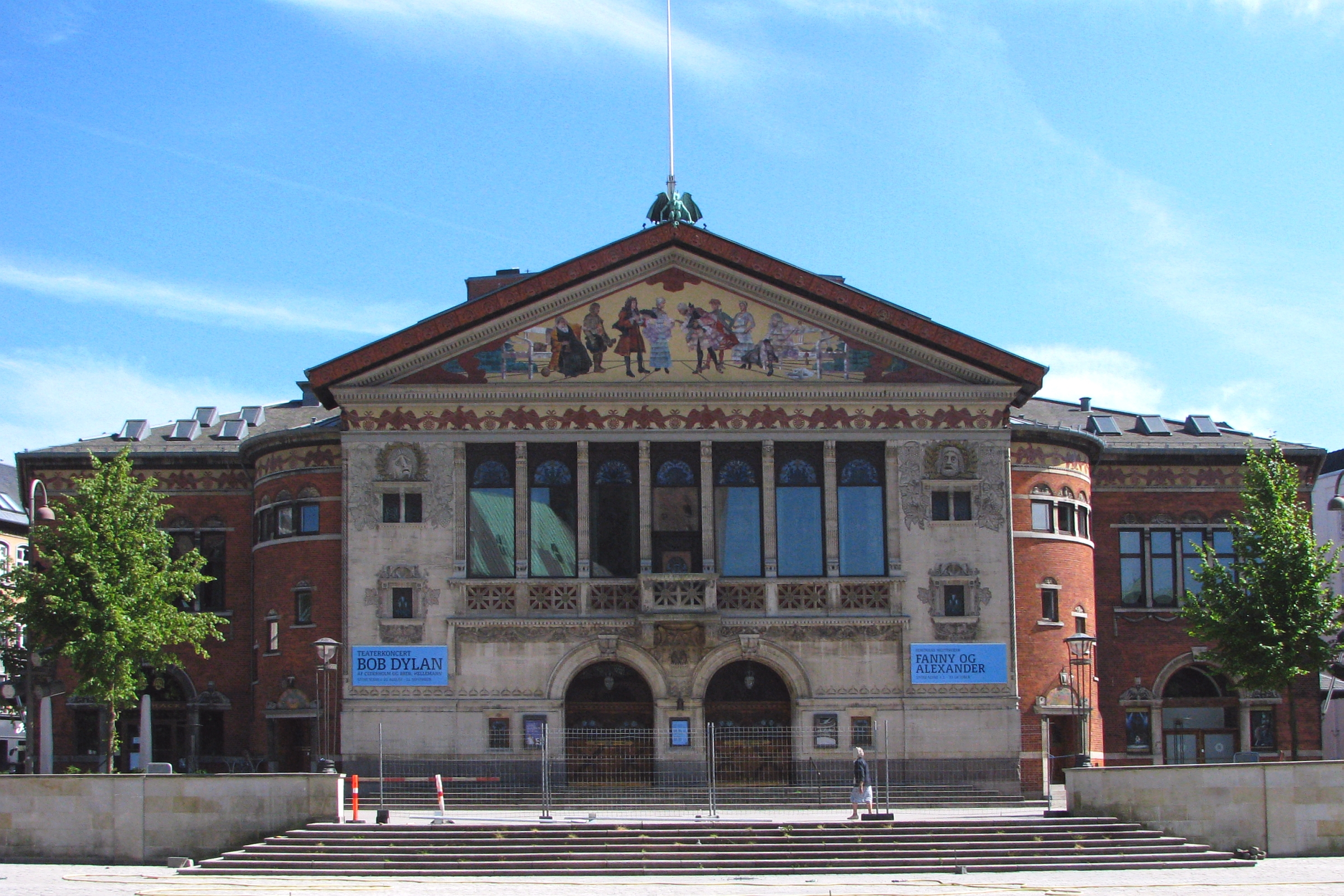
Theater und Konzerthaus

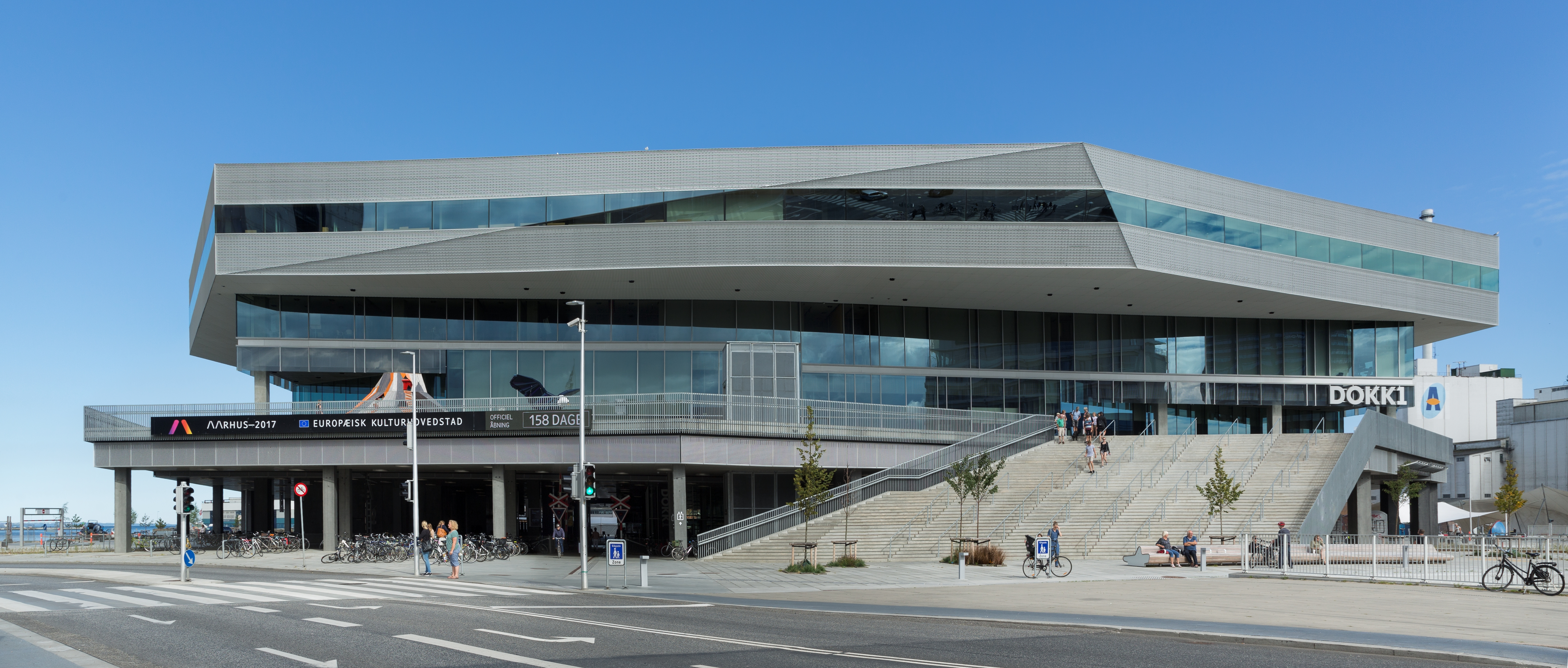
Bibliothek Dokk1, Hack Kampmann Plads, 2018

- Im Musikhuset Aarhus (1982), dem wichtigsten Konzerthaus der Stadt, werden Opern und Symphoniekonzerte veranstaltet.
- Dem Dom zu Århus gegenüber liegt das im dänischen Skønvirkestil gehaltene Aarhus Teater, das 1900 eröffnet wurde und über fünf Bühnen verfügt.
- Das Aarhus Symfoniorkester genießt eine über die Grenzen Dänemarks hinausreichende Reputation.
- Train und Voxhall sind beliebte Konzertstätten.
- Alljährlich im Spätsommer wird die Aarhus Festuge, ein bedeutendes Kunst- und Kulturfestival, veranstaltet.
- Die Königliche Musikakademie hat Standorte in Aarhus und Aalborg.
- Das Aarhus Jazzfestival mit vielen Openair-Veranstaltungen findet jedes Jahr im Juli statt.[15]
- Mit dem Dokk1 (eröffnet 2015, Baukosten 100 Mio. Euro)[16] hat Aarhus die mit ca. 30.000 m²[17] größte Bibliothek Skandinaviens.[18] Entwurf und Planung stammen von Schmidt Hammer Lassen Architects.[17]

## Medien
In Aarhus erscheinen zwei größere Tageszeitungen: die größte dänische Tageszeitung, Jyllands-Posten, mit Sitz in Aarhus-Viby sowie Århus Stiftstidende, eine Regionalzeitung, die sich auf Aarhus und dessen Hinterland konzentriert. Zudem gibt es zwei regionale Radio- und Fernsehstationen: der Regionalsender P4 von Danmarks Radio betreibt mit P4 Østjylland eine lokale Radiostation in der Stadt, dessen Verbreitungsgebiet Aarhus und neun umliegende Gemeinden umfasst. Und seit 1986 unterhält hier auch der Sender TV 2 mit TV 2/Østjylland ein Regionalstudio, dessen Sendungen 1990 erstmals ausgestrahlt wurden. Daneben wird von Studenten der Aarhuser Hochschulen seit Februar 1996 der dänische Hochschulradiosender Aarhus Studenterradio betrieben.
Dänemarks größte Ausbildungs- und Forschungseinrichtung für Journalismus, Journalisthøjskolen (vor 2008 Danmarks Journalisthøjskole), hat ebenfalls ihren Sitz in Aarhus.

## Wirtschaft
Aarhus bildet das Handelszentrum von Jütland. Wichtigste Industriezweige sind die Maschinen- und Textilindustrie (z. B. der Windkraftanlagenhersteller Vestas oder der Sportartikelhersteller Hummel). Der Hafen exportiert hauptsächlich landwirtschaftliche Erzeugnisse, während die wichtigsten Importgüter Kohle und Eisen sind. Aarhus ist Firmensitz des Getränkekonzerns Royal Unibrew. Mit Stibo A/S, 1794 als Druckhaus gegründet, sitzt eines der ältesten Unternehmen, die heute international im Software-, IT- und Druckgeschäft tätig sind, in Aarhus.

## Verkehr

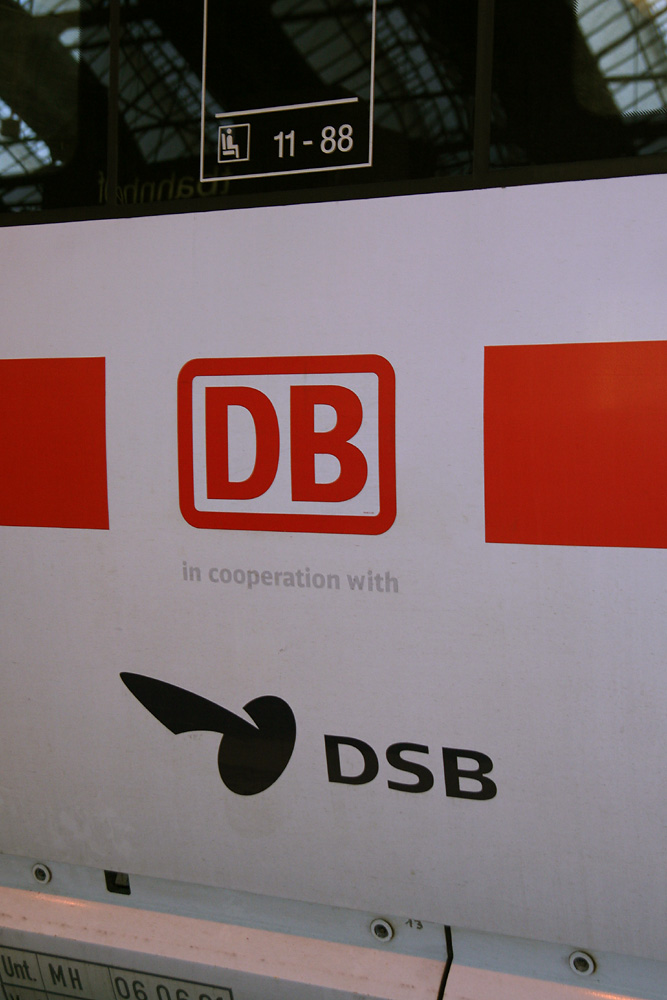
Die DSB und DB-Logos an einem Dänemark-tauglichen ICE-TD

### Eisenbahn
Als größte Stadt in Jütland ist Aarhus ein wichtiges Verkehrszentrum. So führt die wichtigste dänische Eisenbahnstrecke von Frederikshavn über Aalborg nach Aarhus und weiter über Fredericia und Odense nach Kopenhagen. Der Hauptbahnhof von Aarhus (Aarhus Hovedbanegård / Aarhus H) erfordert ein Kopfmachen, da nur die Bahnstrecke Aarhus–Grenaa nach Osten führt. Die Hauptstrecken nach Silkeborg und Viborg zweigen erst in Skanderborg bzw. Langå ab.
Seit dem 9. Dezember 2007 war Aarhus auf der Hauptstrecke Richtung Padborg mit täglich einem Zugpaar nach Berlin über Hamburg und einem weiteren Zugpaar nur bis Hamburg des ICE TD (dieselelektrisch) direkt an das deutsche ICE-Netz eingebunden. Die Relation nach Hamburg wurde zum Fahrplanwechsel im Dezember 2015 auf einen mit dem dänischen MF (IC3) als Eurocity geführten Zug umgestellt, die Direktverbindung nach Berlin aufgegeben. Mit dem Fahrplanwechsel im Dezember 2023 wurde die Direktverbindung Hamburg–Aarhus zugunsten der Verbindung Hamburg–Kopenhagen komplett aufgegeben; Aarhus ist von Deutschland aus nur mit mindestens einem Umstieg (z. B. in Kolding) erreichbar.

### Luftfahrt
Der regionale Flughafen Aarhus (IATA: AAR, ICAO: EKAH) befindet sich etwa 36 Kilometer von Aarhus entfernt in Tirstrup. Er verfügt über zwei parallele Start- und Landebahnen in Ost-West-Richtung, 10L/28R mit einer Länge von 2777 m und 10R/28L mit einer Länge von 2702 m.

### Straße
Die Europastraße 45 als Dänemarks wichtigste Nord-Süd-Verbindung führt westlich an Aarhus vorbei. Eine Ost-West-Autobahn nach Herning wurde 2016 fertiggestellt. Gut ausgebaute Landstraßen verbinden Aarhus mit allen wichtigen Orten in Mitteljütland.

### Schiff
Der Seehafen gehört sowohl im Fracht- als auch im Fährverkehr zu den größten in Dänemark. Gegenwärtig (2014) verfügt er über den größten Containerhafen des Landes: Über 50 Prozent der Containerfracht aller dänischen Häfen werden hier umgeschlagen.

### Öffentlicher Personennahverkehr
Ab dem 13. Mai 1884 gab es eine Straßenbahn, die als Pferdebahn eröffnet wurde. Ab dem 7. Juli 1904 wurde sie elektrisch betrieben. Der öffentliche Personennahverkehr wurde von 1928 bis Ende 2006 durch Århus Sporveje betrieben. Die im Namen genannte Straßenbahn bediente allerdings nie mehr als zwei Linien; 1971 wurde dann komplett auf Busverkehr umgestellt.
Seit 2007 heißt der Betreiber in der Kommune Aarhus Busselskabet, er gehört zum Verkehrsverbund Midttrafik, der die gesamte mitteljütische Region abdeckt.

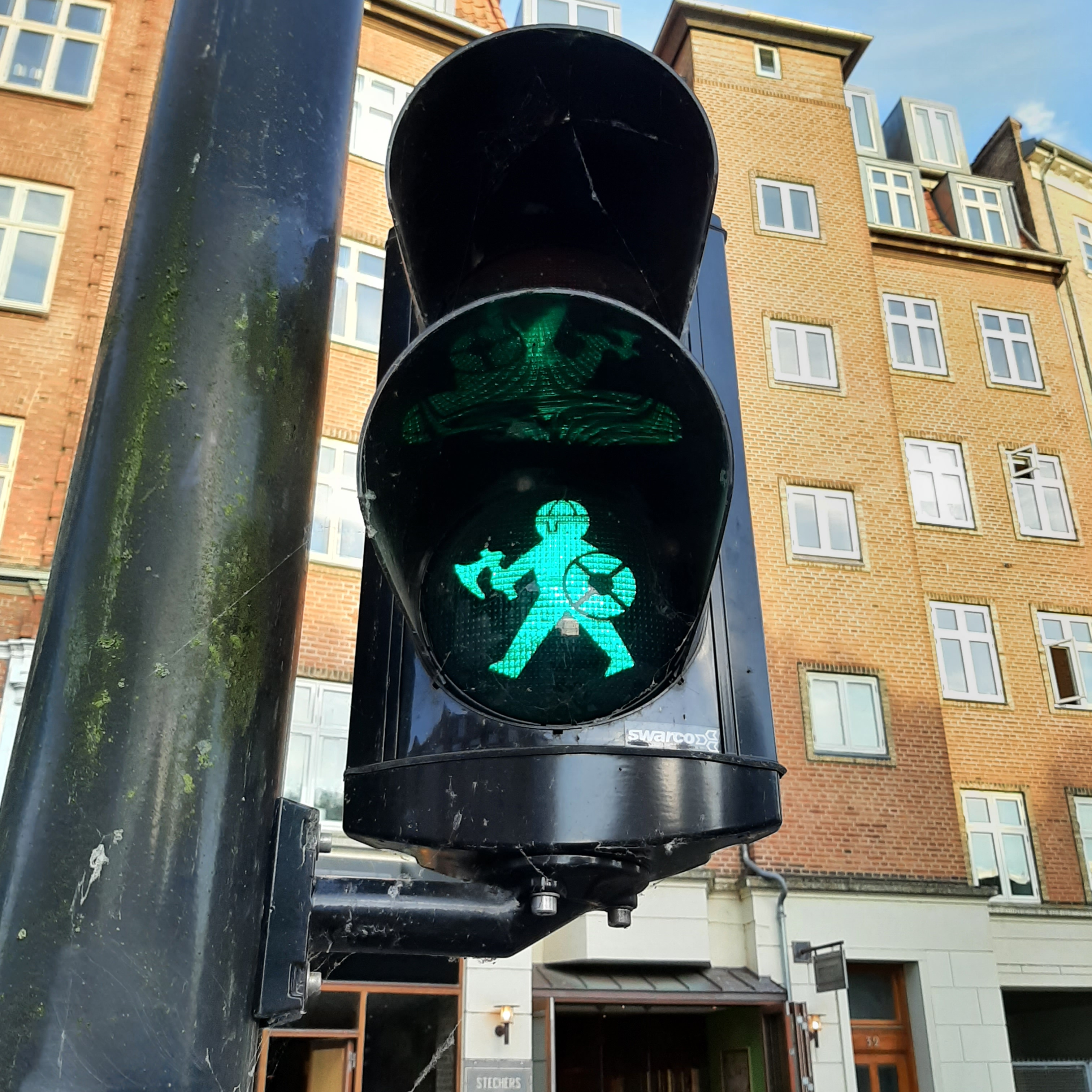
Eine Wikingerfigur in einer Fußgängerampel in Aarhus im Sommer 2022.

Die Stadtbahn Aarhus Letbane integriert eine Straßenbahn im Stadtgebiet und zwei Bahnstrecken, die ins Umland führen: Der Bahnstrecke Aarhus–Grenaa in Richtung Norden und der Bahnstrecke Aarhus–Odder in südliche Richtung. Die Aarhus Letbane ging Abschnittsweise in Betrieb. Der letzte Abschnitt wurde am 30. April 2019 eröffnet.

### Fahrrad
Ein weitverbreitetes Fortbewegungsmittel ist das Fahrrad, und die Stadt bietet auch für Touristen auf dem Fahrrad zahlreiche Services an, wie touristische Radrouten oder Leihfahrräder.
Auf besonders angelegten Spuren neben der Fahrbahn für Kraftfahrzeuge kann man durch die gesamte Stadt fahren. An verschiedenen Punkten der Stadt ist es möglich, sich Fahrräder auszuleihen. Dies funktioniert über ein Pfandsystem ähnlich dem von Einkaufswagen. Für 20 Dänische Kronen (circa 3 Euro) Pfand kann man die Fahrräder zeitlich unbegrenzt ausleihen und sie an einem der vielen Ausleihpunkte in der Innenstadt wieder abgeben.
Die Stadt ist gut an die nationalen Fernradwege angeschlossen und kann aus Deutschland z. B. von Flensburg aus direkt erreicht werden.

### Fernbusse
Auch in Dänemark hat sich ein Fernbusverkehr etabliert. Flixbus und Kombardo Expressen verbinden Aarhus mit Zielen im In- und Ausland.

## Sport
- Atletion (früher Aarhus Idrætspark): Im Süden der Stadt liegt das Atletion genannte Sportzentrum der Stadt, das seit 1920 besteht. Das dazugehörige Stadion, der NRGi Park, wird vom Fußballverein Aarhus GF, einem mehrfachen dänischen Meister und Pokalsieger, genutzt. Bestandteil des Atletion Sportzentrums ist zudem die NRGi Arena. In der Mehrzweckhalle spielen unter anderem Handball- und Basketballmannschaften aus den ersten Ligen des Landes. Im Jahr 2002 wurde hier die dänische Damen-Handballmannschaft Europameister. Auch die Turn-Weltmeisterschaften 2006 wurden in der NRGi Arena ausgetragen. Im Jahr 2005 fand im Atletion die Tischtennis-Europameisterschaft statt.
- Ende Juli / Anfang August 2006 fanden in und um Aarhus die Weltmeisterschaften im Orientierungslauf statt.
- Im August 2009 fanden in Aarhus die AIDA Indoor-Weltmeisterschaften im Apnoetauchen mit den drei Disziplinen Statik, Dynamisch mit und ohne Flossen statt.
- Am 21. Mai 2018 (Pfingstmontag) war Aarhus eine von 5 Städten in Dänemark, die im Rahmen des Royal Run den 50. Geburtstag von Kronprinz Frederik (26. Mai) feierten.[30]
- Vom 30. Juli bis zum 12. August 2018 fanden in Aarhus die 5. ISAF-Segel-Weltmeisterschaften, die gemeinsame Weltmeisterschaft für alle olympischen und paralympischen Segel-Disziplinen statt.[31]

## Persönlichkeiten

### In Aarhus geborene Personen
- Olaus Wormius, latinisiert für Ole Worm (1588–1654), Arzt, Reichsarchivar von Dänemark
- Ole Rømer (1644–1710), Astronom
- Christian Blache (1838–1920), Marinemaler
- Karl Verner (1846–1896), Sprachwissenschaftler, entdeckte 1875 das nach ihm benannte Vernersche Gesetz
- Sophus Bauditz (1850–1915), Pädagoge, Autor und Dramatiker
- Johanne Bindesbøll (1851–1934), Textilkünstlerin und Geschäftsfrau
- Julius Hoffory (1855–1897), Skandinavist, Germanist und Phonetiker
- Heinrich Petersen-Flensburg (1861–1908), deutscher Landschafts- und Marinemaler der Düsseldorfer Schule
- Max Heindel (1865–1919), dänisch/US-amerikanischer Ingenieur, Autor, Theosoph und Rosenkreuzer
- Henrik Malberg (1873–1958), Schauspieler
- Jens Jacob Aarsbo (1878–1944), Bibliothekar und Musikschriftsteller
- Johanne Fritz-Petersen (1879–1961), Theater- und Filmschauspielerin
- Henry Rambusch (1881–1954), Fußballspieler
- Anna Westergaard (1882–1964), Politikerin und Frauenrechtlerin
- Torben Meyer (1884–1975), Schauspieler
- Peter Malberg (1887–1965), Schauspieler und Setdesigner
- Carl Møller (1887–1948), Ruderer
- Carl Krebs (1889–1971), Arzt und Turner
- Arne Weel (1891–1975), Schauspieler und Regisseur
- Hans Hartvig Seedorff Pedersen (1892–1986), Lyriker
- Gustav Pedersen (1893–1975), Politiker
- Ejner Federspiel (1896–1981), Schauspieler
- Peter Skautrup (1896–1982), Sprachwissenschaftler
- Elsie Fuller (1901–nach 1940), Schauspielerin und Drehbuchautorin
- Erik Møller (1909–2002), Architekt
- Poul Jørgen Riis (1910–2008), Archäologe, Etruskologe und Hochschullehrer
- Børge Gissel (1915–2002), Bahnradsportler
- Gabriel Axel (1918–2014), Filmregisseur und Drehbuchautor
- Thorkild Bjørnvig (1918–2004), Lyriker, Schriftsteller und Übersetzer deutscher Lyrik
- Eva Arndt (1919–1993), Schwimmerin
- Niels Otto Møller (1920–1982), Möbeldesigner und Unternehmer
- Kay Werner Nielsen (1921–2014), Bahnradsportler
- Torkel Weis-Fogh (1922–1975), Zoologe und Hochschullehrer
- Kai Winding (1922–1983), US-amerikanischer Jazzposaunist
- Else Marie Pade (1924–2016), Komponistin
- Fritze Carstensen (1925–2005), Schwimmerin
- Holger Perfort (1925–2023), Schauspieler
- Helle Virkner (1925–2009), Schauspielerin
- Finn Haunstoft (1928–2008), Kanute
- Knud Bruun Jensen (1929–2015), Ruderer
- Paul Locht (1929–2023), Ruderer und Handballspieler
- Carl Nielsen (1930–1991), Ruderer
- Harry Nielsen (* 1930), Ruderer
- Bent Conradi (1932–2024), Schauspieler
- Louis Hjulmand (1932–2008), Jazzmusiker
- Poul Pedersen (1932–2016), Fußballspieler, Silbermedaillengewinner 1960
- Ellen Winther (1933–2011), Opernsängerin und Schauspielerin
- Inger Rosengren (* 1934), schwedische Linguistin und emeritierte Professorin für Germanistik
- Ole Krarup (1935–2017), Politiker
- Ole Henrik Laub (1937–2019), Schriftsteller
- Leif Hjernøe (* 1938), Schriftsteller und Moderator
- Ole Lund Kirkegaard (1940–1979), Kinderbuchautor
- Preben Vang (1942–1986), Schlagwerker und Jazzmusiker
- Jørgen Hansen (1943–2018), Profiboxer
- Gitte Hænning (* 1946), Schlagersängerin
- Flemming Bamse Jørgensen (1947–2011), Musiker, Sänger und Schauspieler
- Birthe Kjær (* 1948), Schlagersängerin
- Lars Muhl (* 1950), Autor, Musiker, Mystiker und Seher
- Bjarne Stroustrup (* 1950), Informatiker
- Troels Wörsel (1950–2018), Maler und Grafiker
- Anders Dahl-Nielsen (* 1951), Handballspieler, -trainer und -funktionär
- Flemming Sørensen (* 1951), Schauspieler
- Jacob Haugaard (* 1952), Musiker, Komiker, Sänger, Schauspieler, früher auch Politiker und Abgeordneter
- Steffen Brandt (* 1953), Sänger und Songwriter der Band Tv·2
- Poul Krebs (* 1956), Rockmusiker und Songschreiber
- Klavs Hovman (* 1957), Jazzmusiker
- Peter Madsen (* 1958), Comiczeichner und Filmregisseur
- Susanne Nielsson (* 1960), Schwimmerin
- Kasper Rorsted (* 1962), Manager und seit 2016 Vorstandsvorsitzender (CEO) der Adidas AG
- Michael Trangbæk (* 1962), Journalist und Moderator
- Charlotte Bøving (* 1964), Regisseurin und Theaterschauspielerin
- Johnny Laursen (* 1964), Autorennfahrer
- Frank Pingel (* 1964), Fußballspieler
- Kåre Bjerkø (* 1965), Komponist
- Josephine Fock (* 1965), Politikerin
- Lars Schandorff (* 1965), Schachspieler
- Renée Toft Simonsen (* 1965), Model und Kinderbuchautorin
- Ebbe Hartz (* 1966), Skilangläufer
- Peter Land (* 1966), Künstler
- Klaus Kynde Nielsen (* 1966), Radrennfahrer
- Henrik Jønsson (* 1967), Basketballspieler
- Janne Kolling (* 1968), Handballspielerin
- Gitte Lillelund Bech (* 1969), Politikerin
- Charlotte Munck (* 1969), Schauspielerin
- Stig Tøfting (* 1969), Fußballspieler
- Jesper Bodilsen (* 1970), Jazzmusiker
- Morten Ramsbøl (* 1970), Jazzmusiker
- Ari Behn (1972–2019), norwegischer Schriftsteller und zeitweise Prinzgemahl
- Sebastian Blenkov (* 1972), Kameramann
- Jesper Hauge (* 1972), Basketballspieler
- Anne Mette Iversen (* 1972), Jazzmusikerin
- Katrine Madsen (* 1972), Jazzmusikerin
- Meike Bahnsen (* 1973), Schauspielerin
- Sissel-Jo Gazan (* 1973), Schriftstellerin
- Veronica Mortensen (* ≈1973), Jazzsängerin
- Jesper Sørensen (* 1973), Fußballspieler und -trainer
- Tayeb Braikia (* 1974), Radrennfahrer und Radsporttrainer
- Ibi Støving (* 1975), Moderatorin und Schauspielerin
- Signa Köstler (* 1975), Performancekünstlerin
- Ida Kristine Nielsen (* 1975), Bassistin und Songwriterin
- Rikke Petersen-Schmidt (* 1975), Handball-Nationalspielerin
- Jens Jacob Tychsen (* 1975), Schauspieler und Synchronsprecher
- Jesper Krone (* 1976), Basketballspieler und -trainer
- Nicklas Schmidt (* 1976), Komponist
- Ida Corr (* 1977), Sängerin
- Tina Dico (* 1977), Sängerin und Songwriterin
- Jesper Jensen (* 1977), Handballspieler
- Thomas Røll (* 1977), Fußballspieler
- Casper Elgaard (* 1978), Autorennfahrer
- Anders Walter (* 1978), Drehbuchautor, Filmregisseur und Illustrator
- Britta Andersen (* 1979), Badmintonspielerin
- Julie Berthelsen (* 1979), grönländische Sängerin, Schauspielerin und Fernsehmoderatorin
- Asbjørn Sennels (1979–2023), Fußballspieler
- Philip Andersen (* 1980), Autorennfahrer
- Nicolai Iversen (* 1980), Basketballspieler
- Signe Egholm Olsen (* 1980), Schauspielerin
- Tommy Bechmann (* 1981), Fußballspieler
- Rasmus Katholm (* 1981), Fußballspieler
- Inez Bjørg David (* 1982), Schauspielerin
- Medina (* 1982), Sängerin
- Anna David (* 1984), Popsängerin
- Stine Pilgaard (* 1984), Schriftstellerin
- Casper Hesseldal (* 1985), Basketballspieler
- Maibritt Kviesgaard (* 1986), Handballspielerin
- Linea Søgaard-Lidell (* 1987), Politikerin
- Daniel Sommer (* 1987), Jazzmusiker
- Line Damkjær Kruse (* 1988), Badmintonspielerin
- Susan Thorsgaard (* 1988), Handballspielerin
- Tobias Rahim (* 1989), dänisch-kurdischer Sänger
- Mikkel Kirkeskov (* 1991), Fußballspieler
- Christoffer Faarup (* 1992), Skirennläufer
- Frans Putros (* 1993), irakisch-dänischer Fußballspieler
- Frederik Rungby (* 1993), Basketballspieler
- Jakob Dybdal Abrahamsen (* 1994), Leichtathlet
- Viktor Fischer (* 1994), Fußballspieler
- Maria Jespersen (* 1994), Basketballspielerin
- Yahya Hassan (1995–2020), Dichter und Prosa-Autor
- Bertram Obling (* 1995), Handballspieler
- Sebastian Augustinussen (* 1996), Handballspieler
- Nikolaj Læsø (* 1996), Handballspieler
- Jens Stage (* 1996), Fußballspieler
- Anders Antonsen (* 1997), Badmintonspieler
- Emil Nielsen (* 1997), Handballtorwart
- Nicklas Nielsen (* 1997), Autorennfahrer
- Sylvester Berg  (* 1998), Basketballspieler
- Sebastian Rasmussen (* 2002), dänisch-philippinischer Fußballspieler
- Thomas Sommer Arnoldsen (* 2002), Handballspieler
- Elmer Møller (* 2003), Tennisspieler
- Julie Scaglione (* 2004), Handballspielerin
- Lukas Emdorf (* 2005), Handballspieler
- Noah Wulff (* 2005), Radrennfahrer

### Personen mit Beziehung zur Stadt
- Rudi Dutschke (1940–1979), Wortführer der westdeutschen Studentenbewegung der 1960er Jahre, in Aarhus verstorben